# Diplocentrus peloncillensis
Espèce
Diplocentrus peloncillensis est une espèce de scorpions de la famille des Diplocentridae.

## Distribution
Cette espèce est endémique des États-Unis. Elle se rencontre au Nouveau-Mexique dans le comté de Hidalgo dans les Peloncillo Mountains et en Arizona dans le comté de Cochise dans les montagnes Guadalupe.

## Description
Le mâle holotype mesure 46,10 mm et la femelle paratype 48,50 mm.

## Étymologie
Son nom d'espèce, composé de peloncill[o] et du suffixe latin -ensis, « qui vit dans, qui habite », lui a été donné en référence au lieu de sa découverte,  les Peloncillo Mountains.

## Publication originale
- Francke, 1975 : A new species of Diplocentrus from New Mexico and Arizona (Scorpionida, Diplocentridae). Journal of Arachnology, vol. 2, no 2, p. 107-118 (texte intégral).